# Biery (Jasienica)

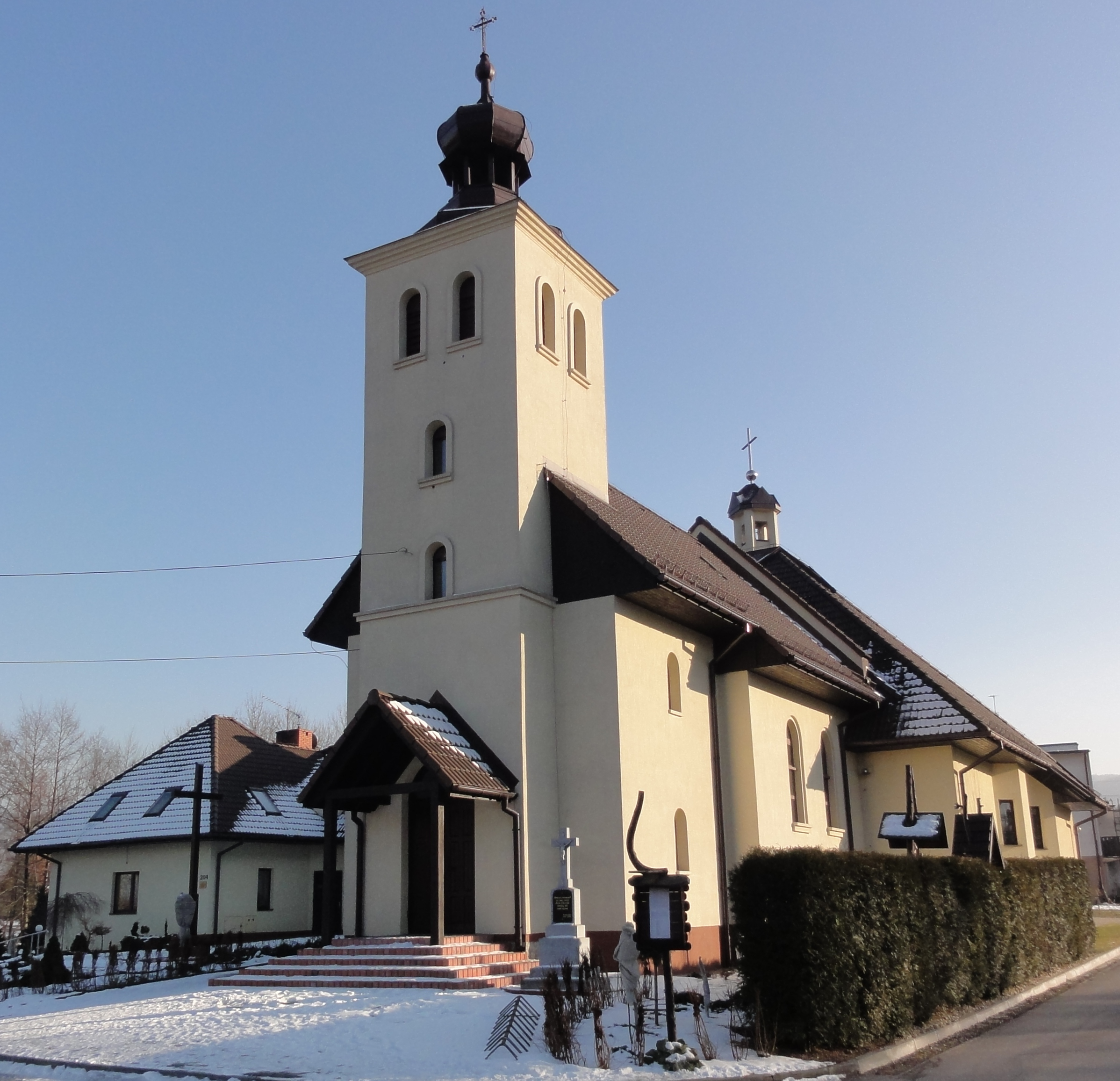
Katholische Kirche

Biery (früher auch Bierów, Birowy, (Bierec), Biry; deutsch Beyersdorf, Bierau, Birau, tschechisch Běry) ist eine Ortschaft mit einem Schulzenamt der Gemeinde Jasienica im Powiat Bielski der Woiwodschaft Schlesien in Polen. Das Dorf liegt in der historischen Landschaft Teschener Schlesien (polnisch Śląsk Cieszyński).

## Geographie
Biery liegt im Schlesischen Vorgebirge (Pogórze Śląskie) etwa 5 km westlich von Bielsko-Biała und 50 km südlich von Katowice im Powiat (Kreis) Bielsko-Biała.
Das Dorf hat eine Fläche von 216,4 ha.
Nachbarorte sind Jasienica im Nordosten, Jaworze im Südosten, Grodziec im Südwesten, Świętoszówka im Nordwesten.

## Geschichte
Es wurde im 16. Jahrhundert von Besitzer von Grodziec gegründet. Der Ort wurde zirka 1563 erstmals urkundlich auf eine Landkarte als Birowy erwähnt, aber es gibt auch ein Dokument vom Jahr 1610, in dessen er wurde im Nachhinein 1554 erwähnt. Die Abstammung des Namens ist nicht klar, wahrscheinlich abgeleitet vom Vornamen des Urbesitzers Biera (≤ Biernat), aber es könnte ursprünglich auch Borowy gelautet haben.
Politisch gehörte das Dorf zum Herzogtum Teschen, die Lehensherrschaft des Königreichs Böhmen in der Habsburgermonarchie.
In der Beschreibung Teschener Schlesiens von Reginald Kneifl im Jahr 1804 war Biery oder auch Biry, deutsch Beyersdorf, ein zur Herrschaft Grodie gehöriges Dorf mit einer Mühle an dem Wasser Jasionka. Es hatte 27 Häuser mit 184 polnischsprachigen Einwohnern.
Nach der Aufhebung der Patrimonialherrschaften war es ab 1850 ein Teil der Gemeinde Świętoszówka in Österreichisch-Schlesien, Bezirk Bielitz und Gerichtsbezirk Skotschau. Im Jahre 1900 hatte das Dorf 444 Einwohner, es waren überwiegend polnischsprachige (98,2 %), acht (1,8 %) waren deutschsprachige, 89 % waren römisch-katholisch, 9,5 % evangelisch, es gab sieben (1,6 %) Juden.
1920, nach dem Zusammenbruch der k.u.k. Monarchie und dem Ende des Polnisch-Tschechoslowakischen Grenzkriegs, kam Biery zu Polen und an die autonome Woiwodschaft Schlesien. Unterbrochen wurde dies nur durch die Besetzung Polens durch die Wehrmacht im Zweiten Weltkrieg.
Von 1975 bis 1998 gehörte Biery zur Woiwodschaft Bielsko-Biała.
Eine römisch-katholische Pfarrei wurde im Jahre 1991 errichtet. Die Kirche wurde in den Jahren 1995 bis 2001 erbaut.

## Persönlichkeiten
- Josef Božek (1782–1835), ein schlesischer Erfinder und Konstrukteur vor allem von dampfbetriebenen Fahrzeugen, Sohn örtlichen Müllers;